# Гессе, Ева
Ева Гессе (нем. Eva Hesse; 11 января 1936[…], Гамбург — 29 мая 1970[…], Нью-Йорк, Нью-Йорк) — американская художница и скульптор-абстракционист еврейского происхождения. Была творчески активна в таких художественных направлениях 1960-х годов, как процесс-арт и арте повера. Стала известна своей новаторской работой в стиле минимализма и постминимализма в таких материалах, как латекс, стекловолокно и пластмассы.

## Жизнь и творчество
Ева Гессе родилась в семье адвоката-еврея. После усиления преследований евреев в нацистской Германии, Еву и её старшую сестру родители отправили в Нидерланды через программу «Киндертранспорт». Спустя несколько месяцев разлуки, они воссоединились и переехали в Англию. В 1939 году семья Гессе прибывает в Нью-Йорк. В 1946 году мать Евы, страдавшая психическим расстройством, вызванным преследованиями и бегством из Германии, кончает жизнь самоубийством. Получив среднее образование, Ева изучает живопись в училище Купер Юнион в Нью-Йорке, а затем в школе искусств и архитектуры Йельского университета (в частности, у Йозефа Альберса). В начале 1960-х годах Ева Гессе находилась под влиянием творчества Марселя Дюшана.
В 1961 году Ева выходит замуж за скульптора Тома Дойля. В 1964—1965 годах супруги живут в Германии, в Кеттвиге, близ Эссена, и много работают, создавая первые художественные объекты в 3-х проекциях. После возвращения в Нью-Йорк Ева Гессе посвящает своё время скульптуре и работает с необычными ранее материалами — каучуком, пластмассами, стеклопластиком. Благодаря этому её творчеству Ева Гессе становится широко известным мастером.
Ева Гессе скончалась в возрасте 34 лет от рака мозга. Уже после её смерти произведения художницы были представлены на выставках современного искусства documenta 5 (1972) и documenta 6 (1977) в Касселе.